# Karen Hoff
Karen Hoff (ur. 29 maja 1921 w Vorup, zm. 29 lutego 2000) – duńska kajakarka. Złota medalistka olimpijska z Londynu.
Igrzyska w 1948 były jej jedyną olimpiadą i zwyciężyła wówczas w jedynej rozgrywanej kajakowej konkurencji kobiet. Sięgnęła po dwa medale mistrzostw świata, jeden złoty (K-2 500 m: 1948) i jeden srebrny (K-1 500 m: 1950).